# Доктор Кой
„Доктор Кой“ (на английски: Doctor Who) е британски научнофантастичен сериал, създаден през 1963 г. от BBC. Сериалът следва приключенията на Времеви лорд – пътуващ във времето, човекоподобен извънземен, познат като Доктора. Той изследва Вселената в своя космически кораб ТАРДИС, който изглежда като синя телефонна кабина. Заедно с редица спътници, Доктора се изправя срещу множество врагове, докато се грижи за спасяването на цивилизации и поправянето на несправедливости.
Сериалът е утвърден сред критици и публика като един от най-добрите британски сериали, печели БАФТА за „Най-добра драма“ през 2006 г., както и пет последователни Национални телевизионни награди между 2005 и 2010 г. Вписан е в Рекордите на Гинес като най-продължителния и успешен научнофантастичен сериал на всички времена. По време на първоначалното си излъчване, сериалът се слави с богати с въображение истории, креативни нискобюджетни специални ефекти и новаторска употреба на електронна музика.
„Доктор Кой“ е важна част от британската поп култура и вдъхновение за няколко поколения британски телевизионери. Първоначално излъчван между 1963 и 1989 г., сериалът е съживен през 2005 г. след неуспешен тв филм от 1996 г. Сериалът се продуцира и снима от BBC Уелс в Кардиф. „Доктор Кой“ отваря врати за спин-оф сериалите „Торчууд“ (2006), „Приключенията на Сара Джейн“ (2007) и „К-9“ (2009). Съществуват и множество пародии и препратки към героя в различни медии, както и безбройни адаптации и продукти.
Единайсет актьори са играли главната роля. Преходът от един актьор към друг е обяснен с регенерация, жизнен процес на Времевите лордове, чрез който Доктора придобива ново тяло и до известна степен нова личност. Това се получава, когато той претърпи смъртоносно нараняване. Въпреки че всяко превъплъщение е различно и в няколко случая различните разновидности дори са се срещали, те всички са различни аспекти на един и същи герой.

## История
„Доктор Кой“ за първи път се появява по BBC в 17:16:20 ч. UMC на 23 ноември 1963 г. Сериалът първоначално бил насочен към семейна аудитория като образователна програма, която използва пътуването във времето, за да изследва научни идеи и известни моменти от историята.
Оригиналните серии се състоят от 26 сезона, излъчени по BBC 1 между 1963 и 1989 г. Причина за неофицалното прекъсване на сериала е загубата на зрителски интерес. Въпреки това, телевизията уверява, че сериалът ще се завърне. През 1996 г. по Fox е излъчен телевизионен филм, но той е неуспешен в САЩ и не успява да създаде основа за нови серии.
През септември 2003 г. (след опити за нов филм) е обявено, че започва продукцията на нов сезон с изпълнителни продуценти сценариста Ръсел Т. Дейвис и ръководителя на BBC Уелс Джули Гарднър. „Доктор Кой“ се завръща по BBC One на 26 март 2005 г. с епизода „Роуз“ след 16-годишно отсъствие. Оттогава са направени седем сезона, както и коледни епизоди всяка година. През 2010 г. Дейвис отстъпва позицията си на главен сценарист и изпълнителен продуцент на Стивън Мофат.
„Доктор Кой“ е изключително популярен във Великобритания сред зрители от всички възрасти. Зрителският брой и одобрение не спадат от завръщането на сериала. По думите на Кейтлин Моран от „Таймс“, той е „неразделна част от британското“. Режисьорът Стивън Спилбърг казва, че „светът би бил бедно място без „Доктор Кой“.
Трябва да се отбележи, че новите сезони на сериала са директно продължение на старите, а не римейк или нова разработка. Доказателство за това са нови епизоди, в които има препратки към и дори кадри от старите.

## Епизоди
През първите 26 сезона всеки епизод представлява част от по-голяма история (серия), като на история се падат между 4 и 6 епизода (3 – 4 по-късно). Някои от тези истории са обединени от сюжетна нишка.
Сериалът е замислен с образователна цел и е насочен към семейна аудитория. Излъчва се в ранните съботни вечери. Първоначално се редуват сюжети от миналото, които запознават зрителите с историята, със сюжети от бъдещето или Космоса, които служат за запознаване с науката. Научнофантастичните истории впоследствие надделяват над историческите и последните се използват само като фон на първите.
От многото сценаристи на сериала Робърт Холмс е най-плодотворен творчески, а Дъглас Адамс става най-известен извън сериала, благодарение на успеха на „Пътеводител на галактическия стопаджия“.
Новите сезони на сериала се състоят от по 13 45-минутни епизода, придружени от едночасов коледен епизод. Епизодите са предимно самостоятелни, като някои истории се състоят от два поредни епизода. Всички епизоди са слабо обединени от обща сюжетна нишка, която се разплита на края на сезона. В редки случаи редовните епизоди могат да бъдат и по-дълги.
През 2009 г. вместо пълен сезон е излъчена поредица от специални епизоди заради натоварения график на Дейвид Тенант. Седми сезон е разделен между 2012 и 2013 г. поради бюджетни проблеми. Съществуват няколко миниепизода с дължина 5 – 10 минути, част от които създадени в подкрепа на благотворителни организации като Children in Need и Comic Relief.
От 2009 г. всички епизоди са заснети и се излъчват в HD. Епизодът за 50-годишнината на сериала се излъчва в някои британски кина под формата на пълнометражен 3D филм, със специалното участие на Дейвид Тенант и Били Пайпър.
Голямо количество от ранните епизоди на сериала е заличено през 70-те поради тогавашната политика на телевизията. 106 (от 253) епизода с първите два Доктора от първите шест години на сериала все още липсват. От тези епизоди са съхранени само снимки и кратки записи. Направени са опити за възстановка на някои от тях.

## Герои

### Доктора
Доктора първоначално е обвит в мистерия. Всичко, което се знае за него в началото, е, че той е свръхинтелигентен ексцентричен извънземен пътешественик, който се бори срещу несправедливостите и изследва времето и пространството в несигурна машина на времето, наречена ТАРДИС (акроним на „Времеви и относителни измерения в Космоса“), която е по-голяма отвътре отколкото отвън. Първоначално заплашителният на вид Доктор бързо се превръща в по-приятна личност. Разкрито е, че той бяга от собствения си народ, Времевите лордове от планетата Галифрей.
Като Времеви лорд Доктора е способен да се регенерира, за да избегне смъртта. Този елемент е въведен през 1966 г., когато се налага Първият доктор Уилям Хартнел да напусне сериала, и продължава да се използва оттогава при смяната на главната роля. Според някои епизоди Доктора може да се регенерира само 12 пъти, но това вероятно подлежи на промяна. Към момента Доктора е претърпял общо 12 (официални) регенерации, като всяка от тях, въпреки че е уникална, се състои от същото съзнание, спомени, опит и общи черти на характера.
По-долу са единствените канонични лица на Доктора. Джон Хърт влиза в ролята на мистериозния Военен Доктор.
На 8 май 2022 г. е обявено, че Шути Гатуа ще поеме поста от Джоди Уитакър като петнадесетия Доктор, което го прави първият чернокож актьор, оглавил сериала.
| Доктор                | Актьор             | Период    |
| --------------------- | ------------------ | --------- |
| Първи Доктор          | Уилям Хартнел      | 1963–1966 |
| Втори Доктор          | Патрик Траутън     | 1966–1969 |
| Трети Доктор          | Джон Пъртуий       | 1970–1974 |
| Четвърти Доктор       | Том Бейкър         | 1974–1981 |
| Пети Доктор           | Питър Дейвисън     | 1981–1984 |
| Шести Доктор          | Колин Бейкър       | 1984–1986 |
| Седми Доктор          | Силвестър МакКой   | 1987–1989 |
| Осми Доктор           | Пол МакГан         | 1996      |
| Девети Доктор         | Кристофър Екълстън | 2005      |
| Десети Доктор         | Дейвид Тенант      | 2005–2010 |
| Единадесети Доктор    | Мат Смит           | 2010–2013 |
| Дванадесети Доктор    | Питър Капалди      | 2013–2017 |
| Тринайсети Доктор     | Джоди Уитакър      | 2018–2022 |
| Четиринадесети Доктор | Дейвид Тенант      | 2023      |
| Петнадесети Доктор    | Шути Гатуа         | –         |

### Спътници
Доктора почти винаги споделя приключенията си с до трима спътници, и от 1963 г. насам повече от 35 актьори са играли подобни роли. Първите спътници на първия Доктор са внучката му Сюзан Форман (Карол Ан Форд) и нейните учители Барбара Райт (Жаклин Хил) и Иън Честъртън (Уилям Ръсел). Единствената история от оригиналния сериал, в която Доктора пътува сам е „Смъртоносният убиец“. Сред известните спътници от оригиналния сериал са Романа, Времева дама; Сара Джейн Смит (Елизабет Слейдън); и Джо Грант (Кейти Манинг).
От драматична гледна точка спътниците предоставят герои, с които зрителите могат да се асоциират, и служат за задълбочаване на историята, извличайки обяснения от Доктора и предизвиквайки неприятности, с които Доктора да се справя. Доктора постоянно се сдобива с нови спътници и губи старите; понякога те се връщат вкъщи или намират нови каузи – или любов – на светове, посетени от тях. Някои умират с течение на сериала. Спътници са обикновено човеци или човекоподобни извънземни.
В подновения сериал от 2005 г., Доктора по дефиниция пътува с един спътник, докато други често се включват по-късно в сериите. Спътници на Деветия и Десетия Доктор са Роуз Тайлър (Били Пайпър), Марта Джоунс (Фрийма Агияман) и Дона Нобъл (Катрин Тейт). Спътници на сегашния Доктор са Ейми Понд (Карън Гилън) и Клара Осуин Осуалд (Джена-Луис Коулман).
Спътници, появяващи се по-рядко, например за няколко епизода вместо за цял сезон, са Мики Смит (Ноел Кларк), Рори Уилямс (Артър Дарвил), Ривър Сонг (Алекс Кингстън) и капитан Джак Харкнес (Джон Бароуман). От 2005 г. насам, спътници от стария сериал са се завръщали и в новия. Сара Джейн Смит е първата от тези, завърнала се през 2005 г., и продължила с участия в спин-офа „Приключенията на Сара Джейн“. Други спътници също са се появявали в този и други спин-офи, включително Джо Грант, К-9 и Бригадир Летбридж-Стюарт. Върху героя Джак Харкнес е базиран спин-оф сериалът „Торчууд“, в който участва и Марта Стюарт.

### Противници
С подновяването на сериала през 2005 изпълнителният продуцент Ръсел Т. Дейвис заявява намерението си да въведе отново класически икони от Доктор Ху.

#### Далеци
Далеците са най-старите злодеи в сериала, появили се за първи път във втория сериал през 1963 г. Те са каледи от планетата Скаро, мутирани от учения Даврос и поместени в механични брони за мобилност. Самите същества приличат на октоподи с големи изразени мозъци. Основната им слабост е тяхното око; атаките върху него с различни оръжия могат да ослепят Далека. Тяхната главна роля в серийния сюжет, както те често отбелязват със своите незабавно разпознаваеми метални гласове, е да „екстерминират“ всички същества, които не са Далеци.
Далеците са създадени от Тери Нейшън (като алегория на нацистите) и дизайнера на BBC Реймънд Кусик. Дебютът им е във втория сериал от първия сезон, наречен Далеците (The Daleks), правейки не само тях, но и самия сериал много популярен. Далек е изобразен на пощенска марка от 1999 г., отпразнуваща британската популярна култура.

#### Сайбърмени
Сайбърмените първоначално били изцяло органични видове хуманоиди, произхождащи от планетата Мондас, но с времето започнални да имплантират все повече и повече изкуствени части в тялото си. В резултат на това, расата се превърща в логични киборги. С разпадането на Мондас Телос става тяхна планета.

#### Мастъра
Мастъра е смъртният враг на Доктора. Ренегат от Времевите лордове, който иска да управлява вселената. Замислен като „професор Мориарти“ героят се появява за първи път през 1971 г. Както и Доктора, ролята на Мастъра се играе от няколко актьора, тъй като той е Времеви лорд и може да регенерира; първият актьор е Роджер Делгадо, който продължава ролята до смъртта си през 1973. Мастъра се играе за кратко то Питър Прат и Джефри Бийвърс, докато Антъни Ейнли взема ролята и продължава да играе героя до края на Доктор Ху през 1989 г. Мастъра се връща във филма Доктор Ху от 1996 г. игран от американския актьор Ерик Робъртс.
След 2005 г. ролята се взема от британския актьор Джон Сим. След епизода Dark Water от 2014, се разкрива, че Мастъра е придобил женска инкарнация под името Миси. Инкарнацията се играе от Мишел Гомез.
На 6 април 2017 г. от BBC потвърждават, че Джон Сим ще се завърне в ролята си на Мастъра.

#### Ридаещи ангели
Ридаещите ангели са раса хищни същества, приличащи на каменни статуи. За първи път са въведени в епизода Blink от 2007 г. и се появяват в следващи епизоди. В обичайната си форма Ридаещите ангели приличат на мълчаливи каменни статуи с човешки размери, облечени в драпирани дрехи. Обикновено техните лицеви черти са спокойни, а пропорциите – човешки. Въпреки това, приближавайки се към жертвите си, те се превръщат в по-ужасяващи и чудовищни същества с широко отворени уста, вампирски зъби и големи нокти. В епизода The Angels Take Manhattan друга форма на Ридаещ ангел е въведена – херувим.
Когато не са наблюдавани от някого, Ридаещите ангели могат да се движат много бързо и безшумно. Феноменалната им бързина им позволява да вземат огромни разстояния за по-малко от секунда. Когато обаче бъдат наблюдавани, те са „квантово заключени“, заемайки една-единствена позиция в пространството и превръщайки се в камък. В това състояние те са трудни за унищожаване. Те не могат да потиснат тази реакция. Ако два Ридаещи ангела се гледат един друг по едно и също време, те ще замръзнат докато външна сила не ги премести. За да предотвратят това, те често прикриват очите си като се движат, поради което се наричат „ридаещи“.

## „Доктор Кой“ в България
В България сериалът започва излъчването си с първия сезон (2005) от „новите серии“ на 25 април 2009 г. по Диема 2, всяка събота и неделя от 21:00, като е дублиран на български.
На 6 април 2010 г. сериалът, анонсиран като „Доктор Ху“, започва излъчване по AXN Sci-Fi България, отново от 1-ви сезон (2005). Излъчва се със субтитри на български, в които заглавието е преведено като „Доктор Кой“, а името TARDIS – като „ВОИК“. Излъчени са първите четири сезона, включително седемте филма с Дейвид Тенант (Десетия Доктор), след което са повторени няколко пъти. На 4 октомври 2011 г. започва излъчването на петия сезон, след който е излъчен коледният филм с Мат Смит от 2010 г. „Коледна песен“, а в началото на 2012 г. отново са повторени от 1-ви до 5-и сезон.